# Salvador Garriga Polledo
Salvador Garriga Polledo est un homme politique espagnol né le 6 août 1957 à Gijón. Membre du Parti populaire, il a été député européen une première fois à la suite des premières élections européennes en Espagne en 1987. Il a ensuite été réélu lors des élections européennes de 1994, puis des élections européennes de 1999, des élections européennes de 2004 et des élections européennes de 2009.
Au Parlement européen, il siège au sein du Groupe du Parti populaire européen et est membre de la Commission des budgets.